# Ларіоново (Китмановський район)
Ларіо́ново (рос. Ларионово) — село у складі Китмановського району Алтайського краю, Росія. Входить до складу Тягунської сільської ради.

## Населення
Населення — 39 осіб (2010; 128 у 2002).
Національний склад (станом на 2002 рік):
- росіяни — 61 %
- німці — 38 %